# Charles K. Feldman
Charles K. Feldman, ursprungligen Charles Kenneth Gould, född 26 april 1904 i New York i New York, död 25 maj 1968 i Beverly Hills i Kalifornien, var en amerikansk jurist, bokningsagent och filmproducent.
1932 sadlade han om från advokat till att tillsammans med Adeline Schulberg starta talangbyrån Schulberg-Feldman. Året efter drog sig Schulberg ur och Feldman bytte firmans namn till Famous Artists Agency. Exempel på några av hans första klienter var Charles Boyer och Joan Bennett. Senare kontrakterade han bland andra Greta Garbo, John Wayne, Richard Burton och Marilyn Monroe.
1945 startade Feldman ett eget produktionsbolag, Charles K. Feldman Group Productions, för själv producera filmer istället för att sälja färdiga "filmpaket" med skådespelare, regissör och manus till andra produktionsbolag.

## Filmografi som producent
- 1942 – Nattens ängel (exekutiv)
- 1948 – Red River (exekutiv; ej krediterad)
- 1948 – Macbeth (exekutiv; ej krediterad)
- 1949 – Den röda ponnyn (exekutiv; ej krediterad)
- 1950 – Glasmenageriet
- 1951 – Linje Lusta
- 1955 – Flickan ovanpå
- 1962 – Den heta vägen
- 1964 – 7:e gryningen (ej krediterad)
- 1965 – Hej, pussycat
- 1967 – Casino Royale